# 貴船神社 (真鶴町)
貴船神社（きぶねじんじゃ）は、神奈川県足柄下郡真鶴町にある神社である。
大国主大神（おおくにぬしのおおかみ）、事代主大神（ことしろぬしのおおかみ）、少彦名大神（すくなひこなのおおかみ）を祀る。
例大祭は重要無形民俗文化財に指定される貴船まつり（きぶねまつり）。
京都府京都市の貴船神社（きふねじんじゃ）からの勧請ではない。

## 歴史
- 寛平元年（889年） － 三ツ石（真鶴岬）の沖に現れた木像12体と書状を社家平井家の祖先の平井翁が発見し、社殿を建てて村の鎮守とし、貴宮（きのみや）大明神と称した伝えられる。[4]

- 寛文12年（1678年） － 『相州西部西筋真鶴村書上ヶ帳』（五味家文書）によると、当時から真鶴港においては、貴船まつりの起こりと言える船中祈祷が行われていたとの記述がみられる。[5]

- 明治元年（1868年） － 貴船神社に改称。[6]

- 明治6年（1873年）7月 － 郷社に定められる。[7]
- 明治24年（1891年） － 神饌幣帛料供進神社に指定される。[8]
- 大正12年（1923年）9月　－　関東大震災により社殿が倒壊。[9]

- 昭和33年（1958年）11月28日 － 貴船まつりが神奈川県指定無形文化財に指定される。[10]

- 昭和38年（1963年）新本殿が造営される。[11]
- 昭和51年（1976年）10月19日 － 貴船まつりが神奈川県指定無形民俗文化財に指定される。[12]
- 昭和59年（1984年）6月 － 御鎮座壱千百年式年遷宮を前に真鶴産本小松石による玉垣が完成。[13]
- 平成4年（1992年）7月 － 大階段両脇脇に御影石による春日灯篭48基を建立。[14]

- 平成8年（1996年）12月20日 － 貴船まつりが重要無形民俗文化財に指定される。[15]

- 平成17年（2005年）11月20日 － 横浜みなとみらい地区で開催された全国豊かな海づくり大会の海上パレードに、貴船まつりの西小早船・貴宮丸及び鹿島踊りが参加。天皇・皇后が観覧した。[16]

## 祭神
- 大国主大神
- 事代主大神
- 少彦名大神[17]

## 境内

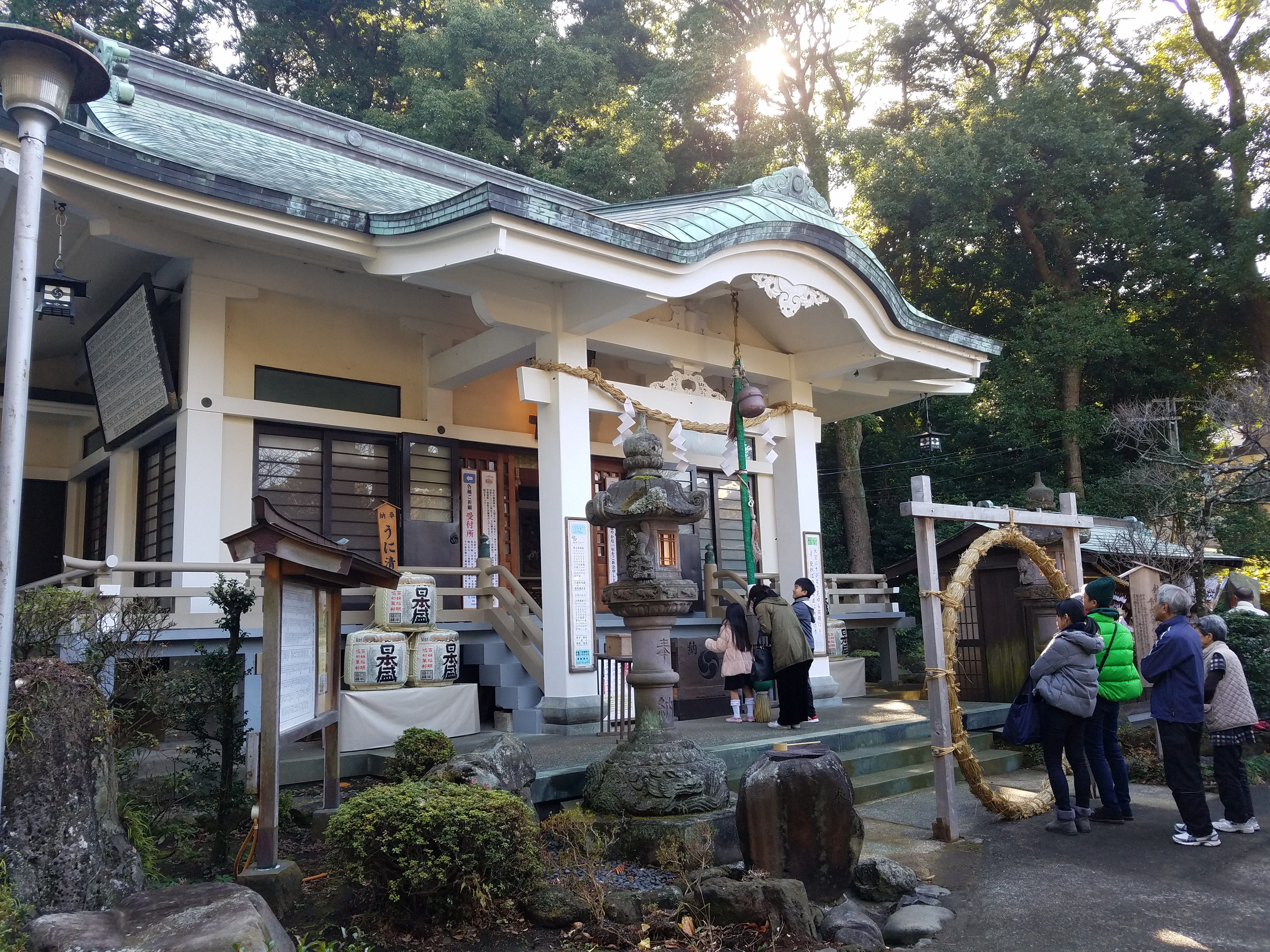
本殿

- 本殿本殿 － 貴船神社の本殿は関東大震災の後、水害を避ける為、現在の108段の清めの石段の上に遷座され、当時、震災に最も強いとされた鉄筋で建立された全国でも珍しい社殿で、本殿の中には旧社殿の脇障子等の彫刻が安置されている。
- 心願成就石 － 「厄除厄祓門」内部の庭園に奉斎される石。参詣者の心願成就を祈念し、崇敬者より奉納された。
- 厄除厄払門 － 神道の浄めの神事である「大祓(おおはらえ)」に用いられる「人形(ひとがた)」が模られた石門。参詣者の隆昌発展を願うべく篤志家より奉納された。
- 御船舎 － 貴船まつりの華とされる「海上渡御」の模型が展示され、壁面には祭り初日に港からご神霊を船へと移乗させ「御旅所」へ向かう様が描かれている。
- 神輿舎 － 貴船まつりに用いられる神輿2基を収める。
- 清めの石段 － 本殿までの108段の石段は、煩悩の数と同数である事から「清めの石段」と呼称され、修行の道のりとされる。町で産出する小松石の中でも「青」という最良石で作られており、雨に濡れた際の景観は一層おもむき深い。
- 社務所
- 頼朝腰掛石 － 石橋山合戦(1180年)に敗れた源頼朝が「しとどの窟」に身を潜め、岩海岸より船出した故事は有名であるが、敵より敗走する際に休憩したと伝えられる岩が「頼朝の腰掛石」として、当社境内に奉納されている。
- 慰霊碑 － 太平洋戦争では町からも多くの戦没者を出した。毎年8月15日に慰霊碑の前では「戦没者を追悼し平和を祈念する式典」が執り行われ、遺族会をはじめ多くの人達が参列する。[18]

### 境内社
- 祖霊社 － 町の氏子総代や戦没者を奉る御社で、本殿を新たに造営した際、旧社殿がそのまま存置したので、これを社殿とした。
- 山神社 － 古来より真鶴半島の「お林(魚付保安林)」内に奉斎されるが、遠隔で参拝に不便なため、明治元年（1868年）に同社の境内へと勧請。
- 龍神社 － 海神をお祀りする社。漁民の多い町においては、航海の安全と大漁を祈念する参拝者によって篤く信仰される。
- 淡島明神社 － 和歌山県海草郡に鎮座する式内社・加太神社は、淡島明神と呼ばれ、各地の淡島社はこの神社より御分霊を勧請したものと伝えられる。櫛(くし)や簪(かんざし)の奉納、また2月8日の針供養、3月3日の人形供養をする事も、この信仰の特色である。
- 貴船稲荷社 － 同社に古く祀られていた稲荷社に、町の各家庭で祀られていた稲荷を合祀した社。近年、京都伏見稲荷大社より御分霊を勧請した。 毎年2月3日の節分に併せて初午の神事を行っている。[19]

## 貴船まつり（例大祭）

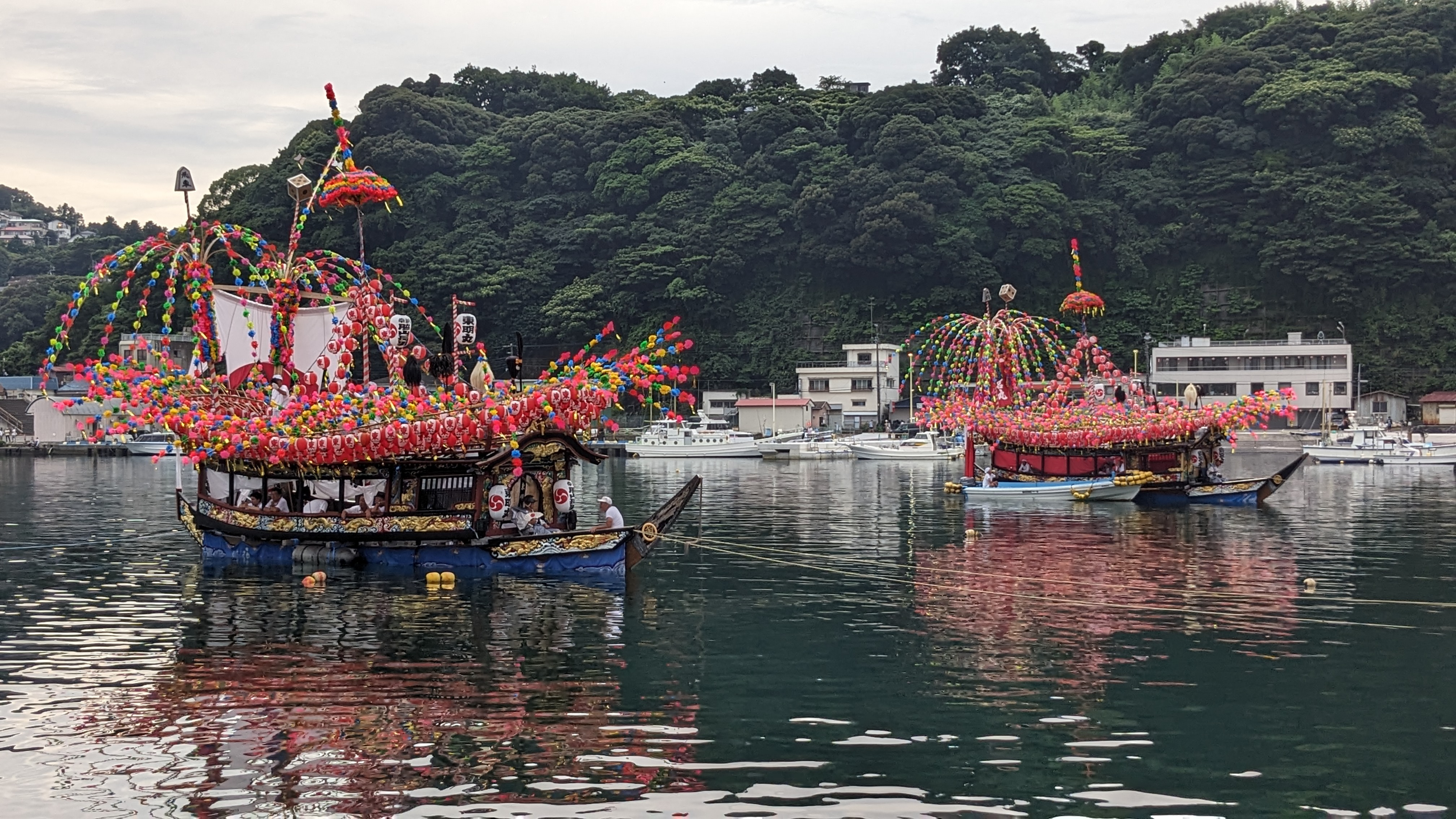
貴船まつりの小早船

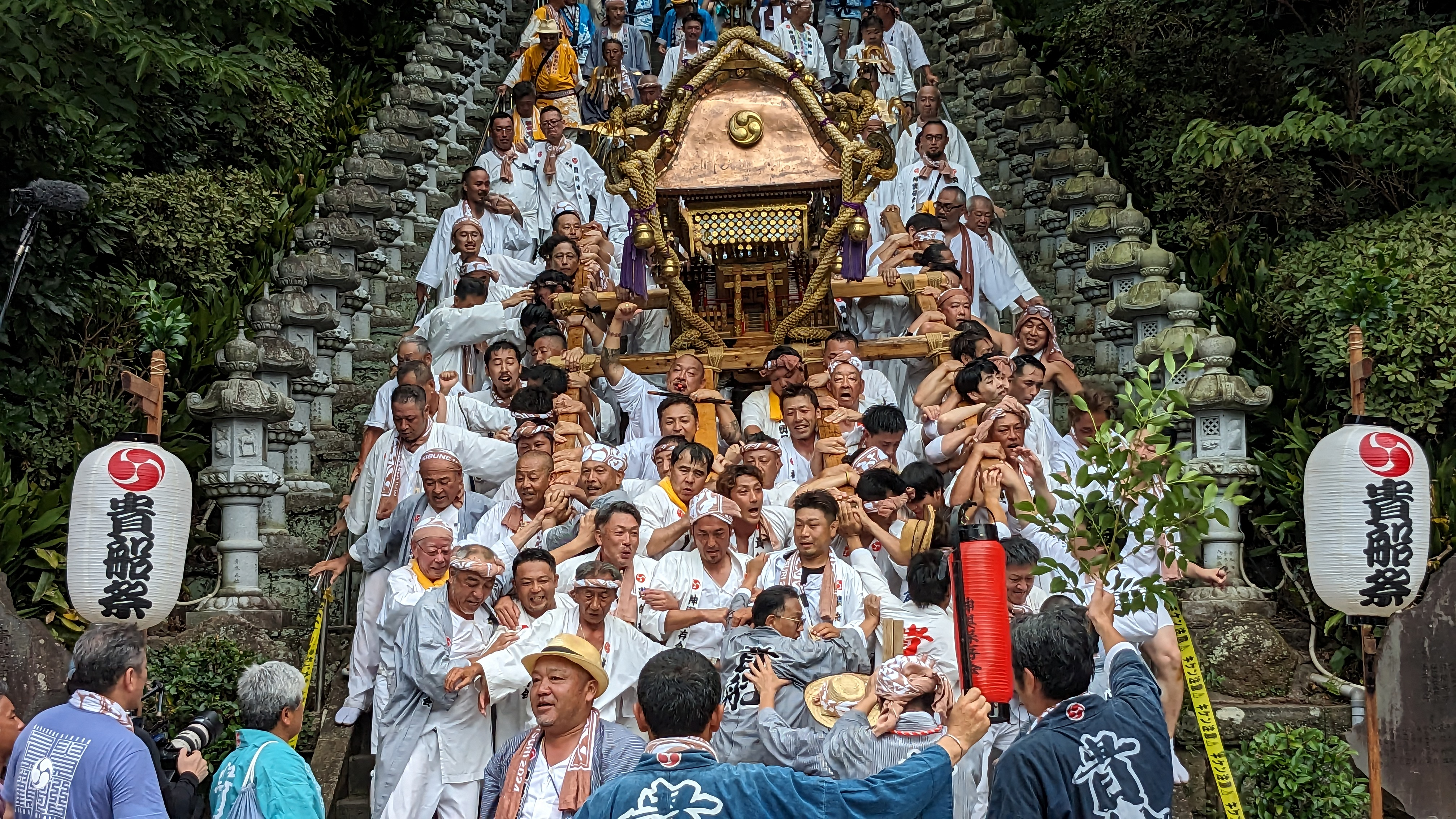
貴船神社の神輿（貴船まつり）

貴船まつりは、貴船神社の例大祭で、華やかな花飾りや吹き流しで飾られた小早船と神輿船などが櫂伝馬に曳かれて海上渡御する船祭り。毎年７月の最終土曜日及びその前日、真鶴港及び真鶴町内各所を舞台に行われる。昭和33年（1958年）に神奈川県指定無形文化財に、昭和51年（1976年）に神奈川県指定無形民俗文化財に、平成8年（1996年）に重要無形民俗文化財に指定（指定名称：貴船神社の船祭り）。広島県廿日市市宮島町の厳島神社で実施される管絃祭、宮城県塩竈市の鹽竈神社・志波彦神社で実施される塩竈みなと祭とあわせ、日本三大船祭りとされている。

## 祭礼
- 歳旦祭（さいんたんさい）　　　　　－　1月1日
- 節分祭（せつぶんさい）　　　　　　－　2月節分
- 祈年祭（きねんさい）　　　　　　　－　2月17日
- 昭和祭（しょうわさい）　　　　　　－　4月29日
- 夏越の大祓（なごしのおおはらえ）　－　6月30日
- 例大祭（れいたいさい）「貴船まつり（きぶねまつり）」－　7月最終土曜日及びその前日
- 新嘗祭（にいなめさい）　　　　　　－　11月23日
- 除夜祭（じょやさい）　　　　　　　－　12月31日
- 月次祭（つきなみさい）　　　　　　－　毎月1日、15日[21]

## アクセス
- JR東日本東海道線真鶴駅下車。徒歩15分。
- 伊豆箱根バス : バス停「宮前」下車。徒歩0分。